# Przedpełk z Kopydłowa
Przedpełk z Kopydłowa – XV-wieczny polski rycerz herbu Dryja.  Według Jana Długosza pod koniec bitwy pod Grunwaldem zabrał do niewoli niemieckiego rycerza Georga Gersdorffa, chorążego chorągwi św. Jerzego i 40 innych rycerzy.  